# Escut del Vietnam
L'escut del Vietnam, més aviat un emblema que no pas un escut heràldic per la seva forma circular, està basat en els símbols del Partit Comunista, que inclouen l'estrella de cinc puntes d'or en camper de gules, com a la bandera estatal. La roda dentada i les espigues d'arròs representen la cooperació del treball industrial i agrícola en el model comunista. A la part inferior, dins una cinta vermella, figura el nom oficial de l'estat en vietnamita: Cộng hòa xã hội chủ nghĩa Việt Nam ('República Socialista del Vietnam'). Està definit a l'Article 142 de la Constitució i és obra dels artistes Bùi Trang Chước i Trần Văn Cẩn.
Similar a molts altres emblemes estatals de règims socialistes, com ara el de la República Popular de la Xina, es va adoptar com a escut de la República Democràtica del Vietnam (o Vietnam del Nord) el 30 de novembre de 1955. Va esdevenir emblema de la nova República Socialista del Vietnam, després de la seva reunificació amb el Vietnam del Sud, el 2 de juliol de 1976.

## Escuts històrics

Escut del Vietnam del Sud (1955-1975)

Precisament l'escut de l'antic Vietnam del Sud constava dels colors de la bandera estatal (tres faixes de gules en camp d'or) posades en pal, carregades d'un drac d'atzur, corresponents a la dinastia Nguyễn.